# Mark Percival

a Compétitions nationales et continentales officielles uniquement.

b Matchs officiels uniquement.
Mark Percival, né le 29 avril 1994 à Widnes (Angleterre), est un joueur de rugby à XIII anglais évoluant au poste de centre. Formé à St Helens, c'est avec ce club qu'il fait ses débuts en Super League en 2013. Il remporte cette compétition en 2014 et y est nommé dans l'équipe de rêve en 2017.
Ses bonnes performances en club l'amènent à être sélectionné en équipe d'Angleterre à partir de 2016 et y fut finaliste de la Coupe du monde 2017.

## Palmarès
- Collectif :
  - Vainqueur de la Super League : 2014, 2019, 2020[1], 2021 et 2022 (St Helens).
  - Vainqueur de la Challenge Cup : 2021 (St Helens).
  - Finaliste de la Coupe du monde : 2017 (Angleterre).
  - Finaliste de la Challenge Cup : 2019 (St Helens).

- Individuel :
  - Nommé dans l'équipe de rêve de la Super League : 2017 et 2018 et 2021 (St Helens).

### Détails en sélection
| 1. | 22 octobre 2016  | France           | 40-6  | Amical         | Centre | 0 | 0 | - | - |
| 2. | 5 novembre 2016  | Écosse           | 38-12 | Quatre Nations | Centre | 4 | 1 | - | - |
| 3. | 13 novembre 2016 | Australie        | 18-36 | Quatre Nations | Centre | 0 | 0 | - | - |
| 4. | 12 novembre 2017 | France           | 36-6  | Coupe du monde | Centre | 4 | 1 | - | - |
| 5. | 24 juin 2018     | Nouvelle-Zélande | 36-18 | Amical         | Centre | 0 | 0 | - | - |
| 6. | 17 octobre 2018  | France           | 44-6  | Amical         | Centre | 2 | 0 | 1 | 0 |

#### Statistiques
| Saison | Club      | Compétition          | Matchs | Points | Essais | Goals | Drops |
| ------ | --------- | -------------------- | ------ | ------ | ------ | ----- | ----- |
| 2013   | St Helens | Super League         | 10     | 32     | 2      | 12    | -     |
| 2013   | St Helens | Challenge Cup        | 1      | 4      | 1      | -     | -     |
| 2014   | St Helens | Super League         | 18     | 136    | 10     | 48    | -     |
| 2014   | St Helens | Challenge Cup        | 1      | -      | -      | -     | -     |
| 2015   | St Helens | Super League         | 22     | 84     | 11     | 20    | -     |
| 2015   | St Helens | Challenge Cup        | 3      | 30     | 4      | 7     | -     |
| 2015   | St Helens | World Club Challenge | 1      | -      | -      | -     | -     |
| 2016   | St Helens | Super League         | 15     | 80     | 6      | 28    | -     |
| 2016   | St Helens | Challenge Cup        | 1      | 4      | 1      | -     | -     |
| 2017   | St Helens | Super League         | 29     | 260    | 17     | 96    | -     |
| 2017   | St Helens | Challenge Cup        | 1      | 2      | -      | 1     | -     |
| 2018   | St Helens | Super League         | 24     | 110    | 24     | 7     | -     |
| 2019   | St Helens | Super League         | 26     | 74     | 12     | 13    | -     |
| 2020   | St Helens | Super League         | 5      | 10     | -      | 5     | -     |
| 2021   | St Helens | Super League         | 19     | 44     | 11     | -     | -     |